# ガイウス・アウレリウス・コッタ (紀元前200年の執政官)
ガイウス・アウレリウス・コッタ（ラテン語: Gaius Aurelius Cotta、生没年不詳）は、紀元前3世紀後期から紀元前2世紀前半の共和政ローマの政務官。紀元前200年にコンスル（執政官）を務めた。

## 出自
プレプス（平民）であるアウレリウス氏族の出身、氏族初のコンスルはガイウス・アウレリウス・コッタ (紀元前252年の執政官)で、二度選出されている。カピトリヌスのファスティによれば、父も祖父もプラエノーメン（第一名、個人名）はガイウスである。祖父は紀元前252年のコンスル、父は紀元前216年にレガトゥス（軍団副官）を務めたガイウス・アウレリウス・コッタと思われる。

## 経歴
紀元前202年、プラエトル・ウルバヌス（首都法務官）に就任した記録が残っている。
翌紀元前201年、再度プラエトルであったとする碑文が発見されている。テオドール・モムゼンは、これをプロプラエトルのことだと考えたものの、裏付けとなるものはない。インペリウム（指揮権）が延長されたと考える学者もいる。
紀元前200年、同僚プブリウス・スルピキウス・ガルバ・マクシムスと共にコンスルに選出され、くじ引きの結果、イタリアを担当し、ガルバはマケドニアに出征することになった。
しかし、すぐにガリア・キサルピナで反乱が発生した。前年に終結した第二次ポエニ戦争中にガリア人はカルタゴ側で戦うことが多かったが、カルタゴのハミルカルという人物に率いられたガリア人が蜂起し、プラケンティア（現在のピアチェンツァ）を略奪しクレモナを包囲した。元老院はコンスルの軍の派遣を決定したが、コッタ自身が出征するか、自身の指揮の下にプラエトルのルキウス・フリウス・プルプレオを派遣する選択肢があった。プルプレオがまず現地に向かい、またコッタ自身も出征したが、コッタが到着したときにはプルプレオが決定的な勝利を収めていた。勝利の栄光を得られなかったことに不満を持ったコッタは、プルプレオをエトルリアに送り、彼自身はガリア人の土地を略奪した。しかしプルプレオはローマに戻り、凱旋式の実施を求めた。何人かの元老院議員は、プルプレオは司令官ではなくコッタの軍を率いていたということでこれに反対し、コッタの帰還を待つように提案した。しかしほとんどの元老院議員は、プルプレオの要求を支持した。年末にコッタはローマに戻り、通常どおり選挙を実施した。また、申請者以外の意見を聞かずにプレブリオの凱旋式を認めたことで、元老院を非難した。

## 家族
兄弟はルキウス（紀元前196年のクァエストル）で、その子がルキウス・アウレリウス・コッタ (紀元前144年の執政官)と考えられいる。

## 参考資料

### 古代の資料
- カピトリヌスのファスティ
- ティトゥス・リウィウス『ローマ建国史』

### 研究書
- Badian E. "Caepio and Norbanus (notes on the decade of 100-90 BC)" // Studia Historica. - 2010. - number X . - P. 318-346.
- Broughton R. "Magistrates of the Roman Republic" - New York, 1951. - Vol. I. - P. 600.
- Klebs E. "Aurelius 95" // RE. - 1896. - T. II, 2 . - P. 2482 .